# William Heirens
 (signalé en août 2025).
Si vous disposez d'ouvrages ou d'articles de référence ou si vous connaissez des sites web de qualité traitant du thème abordé ici, merci de compléter l'article en donnant les références utiles à sa vérifiabilité et en les liant à la section « Notes et références ».
- Archive Wikiwix
- Bing
- Cairn
- DuckDuckGo
- E. Universalis
- Gallica
- Google
- G. Books
- G. News
- G. Scholar
- Persée
- Qwant
- (zh) Baidu
- (ru) Yandex
- (wd) trouver des œuvres sur Wikidata

William George Heirens (15 novembre 1928 à Evanston - 5 mars 2012 à Chicago) est suspecté d’être un tueur en série et condamné aux États-Unis après avoir avoué trois meurtres en 1946. Heirens est appelé “le tueur au rouge à lèvres “ (Lipstick Killer) d’après un message  inscrit avec du rouge à lèvres sur une scène de crime.
William George Heirens vit et grandit à Chicago, dans l'Illinois. Il commet des vols « pour s’amuser », sans revendre ses butins. 
Sa première arrestation a lieu à l’âge de 13 ans, pour le port d’une arme à feu. Ses larcins précédents sont découverts et il est envoyé dans plusieurs écoles « disciplinaires », où il se révèle un étudiant brillant. 

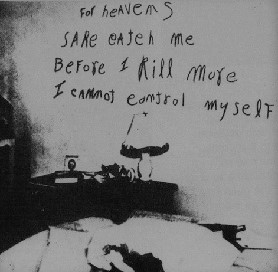
Le mot écrit sur la scène du crime de Frances Brown en 1945 "For heavens Sake catch me Before I kill more I cannot control myself".

Il aurait fait trois victimes : Josephine Ross et Frances Brown en 1945 et, en 1946, une petite fille de 6 ans nommée Suzanne Degnan. 
Il est arrêté le 26 juin 1946 par la police de Chicago à l'age de 17 ans et condamné à la prison à vie. Ses aveux sont aujourd’hui considérés comme ayant été extorqués par la violence.
Il est mort de complications liées au diabète après avoir passé 65 ans de sa vie en prison.